# Liga dos Campeões da FIBA de 2025-26
A Temporada 2025-26 da Liga dos Campeões da FIBA (em inglês:  2025-26 Basketball Champions League (BCL)) será a 10ª edição da competição continental masculina organizada pela FIBA Europa, sucursal da Federação Internacional de Basquetebol. A competição hoje figura como a terceira competição continental mais importante do basquetebol europeu.
O Unicaja Málaga, tornou a vencer o Final Four desta vez contra o Galatasaray, da mesma forma que venceu anteriormente seus compatriotas bicampeões do Lenovo Tenerife por 80-75, sagrando-se bicampeão da BCL. Outra equipe espanhola que auxilia na construção da hegemonia ibérica é o San Pablo Burgos também com dois títulos, sendo que na segunda conquista o MVP das finais foi o brasileiro Vítor Benite. Os gregos do AEK Atenas (2017-18), italianos do Virtus Bologna (2018-19) e os alemães do Telekom Baskets Bonn (2023-24) foram os outros campeões anteriores.

## Fase classificatória
As 24 equipes pré-classificadas serão divididas em três chaves com jogos eliminatórias, concedendo ao campeão de cada dessas chaves uma vaga na fase de grupos (temporada regular).
Diferente do ano passado quando houve uma sede para cada grupo, nesta temporada a Liga optou por sede única na Arena Samelyon em Samokov, Bulgária. A arena que serve como pavilhão para os jogos como mandante do BC Rilski Sportist, sediou os jogos do Hapoel Tel Aviv na EuroCopa de 2024-25 durante a ocupação militar do Estado de Israel na Faixa de Gaza.
| Samokov                      |
| ---------------------------- |
| Arena Samelyon               |
| 42° 20′ 13″ N, 23° 33′ 10″ L |
| Capacidade: 2 500            |

| Petrolina AEK Larnaca (C) | Bakken Bears (C)            | Löwen Braunschweig(3º)     | Porto(2º)             |
| Bursaspor Basketbol(9º)   | CSM CSU Oradea(1º)          | Élan Chalon(7º)            | Falco Szombathely(2º) |
| Fribourg Olympic(2º)      | Windrose Giants Antwerp(6º) | Heroes Den Bosch(8º)       | Juventus Utena(6º)    |
| BC Kalev/Cramo(3º)        | Karhu Basket Kauhajoki(2º)  | Kutaisi 2010(C)            | PAOK mateco(6º)       |
| Patrioti Levice (1º)      | Pelister Bitola(6º)         | Pallacanestro Reggiana(7º) | Rilski Sportist (C)   |
| SC Derby                  | KB Trebça(C)                | UCAM Murcia(9º)            | Start Lublin          |

(TR): Classificado à temporada regular após vencer os torneios classificatórios.
(CEF): Classificado a disputar a Copa Europeia da FIBA de 2024-25
fonte:championsleague.basketball/qualifiers

### Torneio 1
|  | Quartas-de-final | Quartas-de-final | Quartas-de-final |  |  | Semifinais | Semifinais | Semifinais |  |  | Final | Final | Final |
|  |                  |                  |                  |  |  |            |            |            |  |  |       |       |       |
|  | Eslováquia       | Patrioti Levice  |                  |  |  |            |            |            |  |  |       |       |       |
|  | Chipre           | Petrolina AEK    |                  |  |  |            |            |            |  |  |       |       |       |
|  | Chipre           | Petrolina AEK    |                  |  |  |            |            |            |  |  |       |       |       |
|  |                  |                  |                  |  |  |            |            |            |  |  |       |       |       |
|  |                  |                  |                  |  |  |            |            |            |  |  |       |       |       |
|  | Estónia          | Kalev/Cramo      |                  |  |  |            |            |            |  |  |       |       |       |
|  | Estónia          | Kalev/Cramo      |                  |  |  |            |            |            |  |  |       |       |       |
|  | Bulgária         | Rilski Sportist  |                  |  |  |            |            |            |  |  |       |       |       |
|  |                  |                  |                  |  |  |            |            |            |  |  |       |       |       |
|  |                  |                  |                  |  |  |            |            |            |  |  |       |       |       |
|  | Dinamarca        | Bakken Bears     |                  |  |  |            |            |            |  |  |       |       |       |
|  | Geórgia          | Kutaisi          |                  |  |  |            |            |            |  |  |       |       |       |
|  | Geórgia          | Kutaisi          |                  |  |  |            |            |            |  |  |       |       |       |
|  |                  |                  |                  |  |  |            |            |            |  |  |       |       |       |
|  |                  |                  |                  |  |  |            |            |            |  |  |       |       |       |
|  | Países Baixos    | Heroes Den Bosch |                  |  |  |            |            |            |  |  |       |       |       |
|  | Países Baixos    | Heroes Den Bosch |                  |  |  |            |            |            |  |  |       |       |       |
|  | Kosovo           | Trepça           |                  |  |  |            |            |            |  |  |       |       |       |

### Torneio 2
|  | Quartas-de-final   | Quartas-de-final        | Quartas-de-final |  |  | Semifinais | Semifinais | Semifinais |  |  | Final | Final | Final |
|  |                    |                         |                  |  |  |            |            |            |  |  |       |       |       |
|  | Grécia             | PAOK mateco             |                  |  |  |            |            |            |  |  |       |       |       |
|  | Montenegro         | SC Derby                |                  |  |  |            |            |            |  |  |       |       |       |
|  | Montenegro         | SC Derby                |                  |  |  |            |            |            |  |  |       |       |       |
|  |                    |                         |                  |  |  |            |            |            |  |  |       |       |       |
|  |                    |                         |                  |  |  |            |            |            |  |  |       |       |       |
|  | Turquia            | Bursaspor Basketbol     |                  |  |  |            |            |            |  |  |       |       |       |
|  | Turquia            | Bursaspor Basketbol     |                  |  |  |            |            |            |  |  |       |       |       |
|  | Alemanha           | Löwen Braunschweig      |                  |  |  |            |            |            |  |  |       |       |       |
|  |                    |                         |                  |  |  |            |            |            |  |  |       |       |       |
|  |                    |                         |                  |  |  |            |            |            |  |  |       |       |       |
|  | Itália             | Pallacanestro Reggiana  |                  |  |  |            |            |            |  |  |       |       |       |
|  | Macedónia do Norte | Pelister Bitola         |                  |  |  |            |            |            |  |  |       |       |       |
|  | Macedónia do Norte | Pelister Bitola         |                  |  |  |            |            |            |  |  |       |       |       |
|  |                    |                         |                  |  |  |            |            |            |  |  |       |       |       |
|  |                    |                         |                  |  |  |            |            |            |  |  |       |       |       |
|  | Romênia            | Oradea                  |                  |  |  |            |            |            |  |  |       |       |       |
|  | Romênia            | Oradea                  |                  |  |  |            |            |            |  |  |       |       |       |
|  | Bélgica            | Windrose Antwerp Giants |                  |  |  |            |            |            |  |  |       |       |       |

### Torneio 3
|  | Quartas-de-final | Quartas-de-final  | Quartas-de-final |  |  | Semifinais | Semifinais | Semifinais |  |  | Final | Final | Final |
|  |                  |                   |                  |  |  |            |            |            |  |  |       |       |       |
|  | Espanha          | UCAM Murcia       |                  |  |  |            |            |            |  |  |       |       |       |
|  | Polónia          | PGE Start Lublin  |                  |  |  |            |            |            |  |  |       |       |       |
|  | Polónia          | PGE Start Lublin  |                  |  |  |            |            |            |  |  |       |       |       |
|  |                  |                   |                  |  |  |            |            |            |  |  |       |       |       |
|  |                  |                   |                  |  |  |            |            |            |  |  |       |       |       |
|  | Finlândia        | Karhu Basket      |                  |  |  |            |            |            |  |  |       |       |       |
|  | Finlândia        | Karhu Basket      |                  |  |  |            |            |            |  |  |       |       |       |
|  | Lituânia         | Juventus Utena    |                  |  |  |            |            |            |  |  |       |       |       |
|  |                  |                   |                  |  |  |            |            |            |  |  |       |       |       |
|  |                  |                   |                  |  |  |            |            |            |  |  |       |       |       |
|  | Hungria          | Falco Szombathely |                  |  |  |            |            |            |  |  |       |       |       |
|  | Portugal         | FC Porto          |                  |  |  |            |            |            |  |  |       |       |       |
|  | Portugal         | FC Porto          |                  |  |  |            |            |            |  |  |       |       |       |
|  |                  |                   |                  |  |  |            |            |            |  |  |       |       |       |
|  |                  |                   |                  |  |  |            |            |            |  |  |       |       |       |
|  | Suíça            | Fribourg Olympic  |                  |  |  |            |            |            |  |  |       |       |       |
|  | Suíça            | Fribourg Olympic  |                  |  |  |            |            |            |  |  |       |       |       |
|  | França           | Élan Chalon       |                  |  |  |            |            |            |  |  |       |       |       |

## Participantes
| Time                      | Cidade natal           | Arena                                       | Capacidade | Treinador              |
| ------------------------- | ---------------------- | ------------------------------------------- | ---------- | ---------------------- |
| AEK Betsson BC            | Atenas                 | SUNEL Arena                                 | 8 327      | Dragan Šakota          |
| ALBA Berlin               | Berlim                 | Uber Arena                                  | 14 500     | Pedro Calles           |
| Bnei Penlink Herzliya     | Herzliya               | HaYovel Arena                               | 1 500      | Yehu Orland            |
| Cholet Basket             | Cholet                 | La Meilleraie                               | 5 191      | Fabrice LeFrançois     |
| Dreamland Gran Canaria    | Las Palmas             | Gran Canaria Arena                          | 11 500     | Jaka Lakovič           |
| ERA Nymburk               | Nymburk                | Královka Arena                              | 2500       | Francesco Tabellini    |
| Filou Oostende            | Oostende               | COREtec Dôme                                | 5 000      | / Dario Gjergjav       |
| FIT/ONE Würzburg Baskets  | Wurtzburgo             | Tectake Arena                               | 3 140      | Sašo Filipovski        |
| Galatasaray MCT Technic   | Istambul               | Basketbol Gelişim Merkezi                   | 10 000     | Yakup Sekizkök         |
| Hapoel Netanel Holon      | Holon                  | Holon Toto Hall                             | 5 500      | Guy Goodes             |
| Igokea m:tel              | Laktaši                | Laktaši Sports Hall                         | 3 050      | Nenad Stefanović       |
| Joventut Badalona         | Badalona               | Palau Olimpic                               | 12 500     | Dani Miret             |
| Karditsas Iaponiki        | Carditsa               | Giannis Bourousis Karditsa New Indoor Arena | 3 500      | Nikos Papanikolopoulos |
| La Laguna Tenerife        | Santa Cruz de Tenerife | Pavilhão Santiago Martin                    | 5 100      | Txus Vidorreta         |
| Le Mans                   | Le Mans                | Antarès                                     | 7 200      | Guillaume Vizade       |
| Mersin Spor               | Mersim                 | Servet Tazegül                              | 6 000      | Can Sevim              |
| MLP Academics Heidelberg  | Edelberga              | SAP Arena                                   | 14 713     | Danny Jansson          |
| Pallacanestro Trieste     | Trieste                | PalaTrieste                                 | 6 736      | Jamion Christian       |
| Promitheas Patras         | Patras                 | Dimitris Tofalos Arena                      | 5 000      | Kostas Bandouvas       |
| rytas Vilnius             | Vilnius                | Twinsbet Arena                              | 10 000     | Giedrius Zibenas       |
| Sabah BC                  | Bacu                   | Palácio de Esportes de Bacu                 | 1 736      | Rimas Kurtinaitis      |
| SL Benfica                | Lisboa                 | Pavilhão Fidelidade                         | 2 400      | Norberto Alves         |
| Spartak Office Shoes      | Subotica               | Pavilhão Esportivo„Dudova Šuma“             | 2 000      | Vladimir Jovanović     |
| NHSZ-Szolnoki Olajbanyasz | Szolnok                | Tiszaligeti Sportcsarnok                    | 2 200      | Vedran Bosnić          |
| Tofaş Bursa               | Bursa                  | Pavilhão Esportivo Tofaş Nilüfer            | 7 500      | Emil Rajković          |
| Trapani Shark             | Trapani                | PalaIlio                                    | 4 575      | Jasmin Repeša          |
| Unicaja Malaga            | Málaga                 | Palacio de Deportes Martín Carpena          | 10 699     | Ibon Navarro           |
| VEF Riga                  | Riga                   | Arena Riga                                  | 11 200     | Mārtiņš Gulbis         |
| Legia Warszawa            | Varsóvia               | OSIR Warszawa Bemowo                        | 1 416      | Heiko Rannula          |
| Vencedor Chave 1          |                        |                                             |            |                        |
| Vencedor Chave 2          |                        |                                             |            |                        |
| Vencedor Chave 3          |                        |                                             |            |                        |

## Temporada regular

### Grupo A
| Pos | Clube                    | J | V | D | P+ | P- | SP | Pts | Classificação          |  | C/V |  |  |  |  |
| --- | ------------------------ | - | - | - | -- | -- | -- | --- | ---------------------- |  | --- |  |  |  |  |
| 1   | rytas Vilnius            |   |   |   |    |    |    |     | Avançam para o Top16   |  |     |  |  |  |  |
| 2   | Promitheas Patras        |   |   |   |    |    |    |     | Avançam para o Play-in |  |     |  |  |  |  |
| 3   | Legia Warszawa           |   |   |   |    |    |    |     | Avançam para o Play-in |  |     |  |  |  |  |
| 4   | MLP Academics Heidelberg |   |   |   |    |    |    |     |                        |  |     |  |  |  |  |

### Grupo B
| Pos | Clube       | J | V | D | P+ | P- | SP | Pts | Classificação          |  | C/V |  |  |  |  |
| --- | ----------- | - | - | - | -- | -- | -- | --- | ---------------------- |  | --- |  |  |  |  |
| 1   | ALBA Berlin |   |   |   |    |    |    |     | Avançam para o Top16   |  |     |  |  |  |  |
| 2   | ERA Nymburk |   |   |   |    |    |    |     | Avançam para o Play-in |  |     |  |  |  |  |
| 3   | Sabah BC    |   |   |   |    |    |    |     | Avançam para o Play-in |  |     |  |  |  |  |
| 4   | TBD         |   |   |   |    |    |    |     |                        |  |     |  |  |  |  |

### Grupo C
| Pos | Clube                | J | V | D | P+ | P- | SP | Pts | Classificação          |  | C/V |  |  |  |  |
| --- | -------------------- | - | - | - | -- | -- | -- | --- | ---------------------- |  | --- |  |  |  |  |
| 1   | Joventut Badalona    |   |   |   |    |    |    |     | Avançam para o Top16   |  |     |  |  |  |  |
| 2   | Hapoel Netanel Holon |   |   |   |    |    |    |     | Avançam para o Play-in |  |     |  |  |  |  |
| 3   | Cholet Basket        |   |   |   |    |    |    |     | Avançam para o Play-in |  |     |  |  |  |  |
| 4   | TBD                  |   |   |   |    |    |    |     |                        |  |     |  |  |  |  |

### Grupo D
| Pos | Clube                 | J | V | D | P+ | P- | SP | Pts | Classificação          |  | C/V |  |  |  |  |
| --- | --------------------- | - | - | - | -- | -- | -- | --- | ---------------------- |  | --- |  |  |  |  |
| 1   | La Laguna Tenerife    |   |   |   |    |    |    |     | Avançam para o Top16   |  |     |  |  |  |  |
| 2   | Tofaş Bursa           |   |   |   |    |    |    |     | Avançam para o Play-in |  |     |  |  |  |  |
| 3   | Bnei Penlink Herzliya |   |   |   |    |    |    |     | Avançam para o Play-in |  |     |  |  |  |  |
| 4   | Trapani Shark         |   |   |   |    |    |    |     |                        |  |     |  |  |  |  |

### Grupo E
| Pos | Clube                    | J | V | D | P+ | P- | SP | Pts | Classificação          |  | C/V |  |  |  |  |
| --- | ------------------------ | - | - | - | -- | -- | -- | --- | ---------------------- |  | --- |  |  |  |  |
| 1   | Galatasaray MCT Technic  |   |   |   |    |    |    |     | Avançam para o Top16   |  |     |  |  |  |  |
| 2   | Igokea m:tel             |   |   |   |    |    |    |     | Avançam para o Play-in |  |     |  |  |  |  |
| 3   | FIT/ONE Würzburg Baskets |   |   |   |    |    |    |     | Avançam para o Play-in |  |     |  |  |  |  |
| 4   | Pallacanestro Trieste    |   |   |   |    |    |    |     |                        |  |     |  |  |  |  |

### Grupo F
| Pos | Clube                     | J | V | D | P+ | P- | SP | Pts | Classificação          |  | C/V |  |  |  |  |
| --- | ------------------------- | - | - | - | -- | -- | -- | --- | ---------------------- |  | --- |  |  |  |  |
| 1   | AEK Betsson BC            |   |   |   |    |    |    |     | Avançam para o Top16   |  |     |  |  |  |  |
| 2   | VEF Riga                  |   |   |   |    |    |    |     | Avançam para o Play-in |  |     |  |  |  |  |
| 3   | NHSZ-Szolnoki Olajbanyasz |   |   |   |    |    |    |     | Avançam para o Play-in |  |     |  |  |  |  |
| 4   | TBD                       |   |   |   |    |    |    |     |                        |  |     |  |  |  |  |

### Grupo G
| Pos | Clube              | J | V | D | P+ | P- | SP | Pts | Classificação          |  | C/V |  |  |  |  |
| --- | ------------------ | - | - | - | -- | -- | -- | --- | ---------------------- |  | --- |  |  |  |  |
| 1   | Unicaja Malaga     |   |   |   |    |    |    |     | Avançam para o Top16   |  |     |  |  |  |  |
| 2   | Filou Oostende     |   |   |   |    |    |    |     | Avançam para o Play-in |  |     |  |  |  |  |
| 3   | Mersin Spor        |   |   |   |    |    |    |     | Avançam para o Play-in |  |     |  |  |  |  |
| 4   | Karditsas Iaponiki |   |   |   |    |    |    |     |                        |  |     |  |  |  |  |

### Grupo H
| Pos | Clube                  | J | V | D | P+ | P- | SP | Pts | Classificação          |  | C/V |  |  |  |  |
| --- | ---------------------- | - | - | - | -- | -- | -- | --- | ---------------------- |  | --- |  |  |  |  |
| 1   | Dreamland Gran Canaria |   |   |   |    |    |    |     | Avançam para o Top16   |  |     |  |  |  |  |
| 2   | SL Benfica             |   |   |   |    |    |    |     | Avançam para o Play-in |  |     |  |  |  |  |
| 3   | Le Mans                |   |   |   |    |    |    |     | Avançam para o Play-in |  |     |  |  |  |  |
| 4   | Spartak Office Shoes   |   |   |   |    |    |    |     |                        |  |     |  |  |  |  |